# 2. Bundesliga
A 2. Fußball-Bundesliga (em português:  2.Liga Federal de Futebol) é a 2ª divisão alemã e a competição dá acesso à Bundesliga, onde 18 clubes disputam 3 vagas para o acesso, sendo que duas vagas são diretas e a outra é definida por um play-off contra o décimo sexto colocado da Bundesliga. Os 2 piores clubes são rebaixados para a 3. Fußball-Liga, sendo que o décimo sexto colocado disputa um play-off contra o terceiro colocado da 3. Fußball-Liga, onde tem a chance de se manter na divisão atual ou ser rebaixado. Em anos anteriores de 2008 os clubes eram rebaixados para a Fußball-Regionalliga.
A 2. Bundesliga foi fundada em 1974, e o atual campeão é o 1. FC Köln.

## Clubes participantes
| Equipe                | Cidade          | Estádio                        |
| --------------------- | --------------- | ------------------------------ |
| SV Werder Bremen      | Bremen          | wohninvest WESERSTADION        |
| SV Darmstadt 98       | Darmstadt       | Merck-Stadion am Böllenfalltor |
| SG Dynamo Dresden     | Dresden         | Rudolf-Harbig-Stadion          |
| FC Erzgebirge Aue     | Aue-Bad Schlema | Erzgebirgsstadion              |
| Fortuna Düsseldorf    | Düsseldorf      | Merkur Spielarena              |
| FC Ingolstadt 04      | Ingolstadt      | Audi Sportpark                 |
| Hamburger SV          | Hamburgo        | Volksparkstadion               |
| Hannover 96           | Hanôver         | HDI-Arena                      |
| 1. FC Heidenheim 1846 | Heidenheim      | Voith-Arena                    |
| Holstein Kiel         | Kiel            | Holstein-Stadion               |
| SSV Jahn Regensburg   | Ratisbona       | Jahnstadion Regensburg         |
| Karlsruher SC         | Karlsruhe       | BBBank Wildpark                |
| 1. FC Nürnberg        | Nuremberga      | Max-Morlock-Stadion            |
| F.C. Hansa Rostock    | Rostoque        | Ostseestadion                  |
| SC Paderborn 07       | Paderborn       | Benteler-Arena                 |
| SV Sandhausen         | Sandhausen      | BWT-Stadion am Hardtwald       |
| FC St. Pauli          | Hamburgo        | Millerntor-Stadion             |
| FC Schalke 04         | Gelsenkirchen   | VELTINS-Arena                  |

| Equipe                 | Cidade          | Treinador                                      | Capitão            | Estádio                        | Capacidade |
| ---------------------- | --------------- | ---------------------------------------------- | ------------------ | ------------------------------ | ---------- |
| Bochum                 | Bochum          | Thomas Reis                                    | Anthony Losilla    | Vonovia Ruhrstadion            | 29.299     |
| Darmstadt 98           | Darmstadt       | Markus Anfang                                  | Fabian Holland     | Merck-Stadion am Böllenfalltor | 17.000     |
| Eintracht Braunschweig | Brunsvique      | Daniel Meyer                                   | Martin Kobylański  | Eintracht-Stadion              | 23.325     |
| Erzgebirge Aue         | Aue-Bad Schlema | Dirk Schuster                                  | Martin Männel      | Sparkassen-Erzgebirgsstadion   | 15.711     |
| Fortuna Düsseldorf     | Düsseldorf      | Uwe Rösler                                     | Adam Bodzek        | Merkur Spiel-Arena             | 54.600     |
| Greuther Fürth         | Fürth           | Stefan Leitl                                   | Branimir Hrgota    | Sportpark Ronhof Thomas Sommer | 18.500     |
| Hamburgo               | Hamburgo        | Horst Hrubesch                                 | Tim Leibold        | Volksparkstadion               | 57.000     |
| Hannover 96            | Hanôver         | Kenan Kocak                                    | Dominik Kaiser     | HDI-Arena                      | 49.000     |
| Heidenheim             | Heidenheim      | Frank Schmidt                                  | Marc Schnatterer   | Voith-Arena                    | 15.000     |
| Holstein Kiel          | Kiel            | Ole Werner                                     | Hauke Wahl         | Holstein-Stadion               | 15.034     |
| Jahn Regensburg        | Ratisbona       | Mersad Selimbegović                            | Benedikt Gimber    | Jahnstadion Regensburg         | 15.210     |
| Karlsruher             | Karlsruhe       | Christian Eichner                              | Jérôme Gondorf     | Wildparkstadion                | 29.699     |
| Nürnberg               | Nuremberga      | Robert Klauß                                   | Enrico Valentini   | Max-Morlock-Stadion            | 49.923     |
| Osnabrück              | Osnabruque      | Markus Feldhoff                                | Maurice Trapp      | Stadion an der Bremer Brücke   | 16.667     |
| Paderborn              | Paderborn       | Steffen Baumgart                               | Sebastian Schonlau | Benteler-Arena                 | 15.000     |
| Sandhausen             | Sandhausen      | Stefan Kulovits Gerhard Kleppinger (interinos) | Dennis Diekmeier   | BWT-Stadion am Hardtwald       | 15.414     |
| St. Pauli              | Hamburgo        | Timo Schultz                                   | Christopher Avevor | Millerntor-Stadion             | 29.546     |
| Würzburger Kickers     | Wurtzburgo      | Ralf Santelli Sebastian Schuppan               | Daniel Hägele      | Flyeralarm Arena               | 14.500     |

## Campeões
| Temporada | Campeão Grupo Norte (Promovido para a 1.Bundesliga) | Campeão Grupo Sul (Promovido para a 1.Bundesliga) | Equipe Extra (Promovida para a 1.Bundesliga) |
| --------- | --------------------------------------------------- | ------------------------------------------------- | -------------------------------------------- |
| 1974/75   | Hannover 96                                         | Karlsruher SC                                     | Bayer 05 Uerdingen                           |
| 1975/76   | Tennis Borussia Berlin                              | 1.FC Saarbrücken                                  | Borussia Dortmund                            |
| 1976/77   | FC St. Pauli                                        | VfB Stuttgart                                     | Munique 1860                                 |
| 1977/78   | Arminia Bielefeld                                   | SV Darmstadt 98                                   | 1.FC Nürnberg                                |
| 1978/79   | Bayer Leverkusen                                    | Munique 1860                                      | Bayer 05 Uerdingen                           |
| 1979/80   | Arminia Bielefeld                                   | 1.FC Nürnberg                                     | Karlsruher SC                                |
| 1980/81   | Werder Bremen                                       | SV Darmstadt 98                                   | Eintracht Braunschweig                       |
| Temporada | Campeão (Promovido para a 1.Bundesliga)             | Vice-Campeão (Promovido para a 1.Bundesliga)      | Equipe Extra (Promovida para a 1.Bundesliga) |
| 1981/82   | FC Schalke 04                                       | Hertha Berlim                                     | -                                            |
| 1982/83   | SV Waldhof Mannheim                                 | Kickers Offenbach                                 | Bayer 05 Uerdingen                           |
| 1983/84   | Karlsruher SC                                       | FC Schalke 04                                     | -                                            |
| 1984/85   | 1.FC Nürnberg                                       | Hannover 96                                       | 1.FC Saarbrücken                             |
| 1985/86   | FC 08 Homburg                                       | Blau-Weiß 90 Berlin                               | -                                            |
| 1986/87   | Hannover 96                                         | Karlsruher SC                                     | -                                            |
| 1987/88   | Stuttgarter Kickers                                 | FC St. Pauli                                      | -                                            |
| 1988/89   | Fortuna Düsseldorf                                  | FC 08 Homburg                                     | -                                            |
| 1989/90   | Hertha Berlim                                       | SG Wattenscheid 09                                | -                                            |
| 1990/91   | FC Schalke 04                                       | MSV Duisburg                                      | Stuttgarter Kickers                          |
| Temporada | Campeão Grupo Norte (Promovido para a 1.Bundesliga) | Campeão Grupo Sul (Promovido para a 1.Bundesliga) | Equipe Extra (Promovida para a 1.Bundesliga) |
| 1991/92   | Bayer 05 Uerdingen                                  | 1. FC Saarbrücken                                 | -                                            |
| Temporada | Campeão (Promovido para a 1.Bundesliga)             | Vice-Campeão (Promovido para a 1.Bundesliga)      | Equipe Extra (Promovida para a 1.Bundesliga) |
| 1992/93   | SC Freiburg                                         | MSV Duisburg                                      | VfB Leipzig                                  |
| 1993/94   | VfL Bochum                                          | Bayer 05 Uerdingen                                | 1860 Munique                                 |
| 1994/95   | Hansa Rostock                                       | FC St. Pauli                                      | Fortuna Düsseldorf                           |
| 1995/96   | VfL Bochum                                          | Arminia Bielefeld                                 | MSV Duisburg                                 |
| 1996/97   | 1.FC Kaiserslautern                                 | VfL Wolfsburg                                     | Hertha Berlim                                |
| 1997/98   | Eintracht Frankfurt                                 | SC Freiburg                                       | 1.FC Nürnberg                                |
| 1998/99   | Arminia Bielefeld                                   | Spvgg. Unterhaching                               | SSV Ulm 1846                                 |
| 1999/00   | 1.FC Köln                                           | VfL Bochum                                        | Energie Cottbus                              |
| 2000/01   | 1.FC Nürnberg                                       | Borussia Mönchengladbach                          | FC St. Pauli                                 |
| 2001/02   | Hannover 96                                         | Arminia Bielefeld                                 | VfL Bochum                                   |
| 2002/03   | SC Freiburg                                         | 1.FC Köln                                         | Eintracht Frankfurt                          |
| 2003/04   | 1.FC Nürnberg                                       | Arminia Bielefeld                                 | FSV Mainz 05                                 |
| 2004/05   | 1.FC Köln                                           | MSV Duisburg                                      | Eintracht Frankfurt                          |
| 2005/06   | VfL Bochum                                          | Alemannia Aachen                                  | Energie Cottbus                              |
| 2006/07   | Karlsruher SC                                       | Hansa Rostock                                     | MSV Duisburg                                 |
| 2007/08   | Borussia Mönchengladbach                            | TSG 1899 Hoffenheim                               | 1.FC Köln                                    |
| 2008/09   | SC Freiburg                                         | FSV Mainz 05                                      | 1.FC Nürnberg                                |
| 2009/10   | 1.FC Kaiserslautern                                 | FC St. Pauli                                      | -                                            |
| 2010/11   | Hertha Berlim                                       | FC Augsburg                                       | -                                            |
| 2011/12   | Greuther Fürth                                      | Eintracht Frankfurt                               | Fortuna Düsseldorf                           |
| 2012/13   | Hertha Berlim                                       | Eintracht Braunschweig                            | -                                            |
| 2013/14   | 1.FC Köln                                           | SC Paderborn 07                                   | -                                            |
| 2014/15   | Ingolstadt                                          | Darmstadt                                         | -                                            |
| 2015/16   | SC Freiburg                                         | RB Leipzig                                        | -                                            |
| 2016/17   | VfB Stuttgart                                       | Hannover 96                                       | -                                            |
| 2017/18   | Fortuna Düsseldorf                                  | Nürnberg                                          | -                                            |
| 2018/19   | 1.FC Köln                                           | SC Paderborn 07                                   | Union Berlin                                 |
| 2019/20   | Arminia Bielefeld                                   | VfB Stuttgart                                     | -                                            |
| 2020/21   | VfL Bochum                                          | Greuther Fürth                                    | -                                            |
| 2021/22   | Schalke 04                                          | Werder Bremen                                     | -                                            |
| 2022/23   | Heidenheim                                          | Darmstadt 98                                      | -                                            |
| 2023/24   | St. Pauli                                           | Holstein Kiel                                     | -                                            |
| 2024/25   | 1. FC Köln                                          | Hamburgo SV                                       | -                                            |

## Recordes
| Ranking | Clube               | Títulos |
| ------- | ------------------- | ------- |
| 1       | 1. FC Köln          | 5       |
| 2       | SC Freiburg         | 4       |
| 2       | 1.FC Nürnberg       | 4       |
| 2       | Arminia Bielefeld   | 4       |
| 5       | Hannover 96         | 3       |
| 5       | Karlsruher SC       | 3       |
| 5       | VfL Bochum          | 3       |
| 5       | Hertha Berlim       | 3       |
| 9       | 1. FC Saarbrücken   | 2       |
| 9       | SV Darmstadt 98     | 2       |
| 9       | FC Schalke 04       | 2       |
| 9       | 1.FC Kaiserslautern | 2       |
| 9       | VfB Stuttgart       | 2       |
| 9       | Fortuna Düsseldorf  | 2       |